# Александър Фиркс
Александър Александрович Фиркс (на руски: Александр Александрович Фиркс) е руски барон, офицер, генерал от пехотата. Участник в Руско-турската война (1877-1878).

## Биография
Александър Фиркс е роден на 18 декември 1817 г. в семейство на потомствен дворянин от Курландска губерния. Наследствен барон. Ориентира се към военното поприще. Учи в училище за гвардейски подпрапорщици. Действителна военна служба започва в лейбгвардейския Волински полк през 1836 г. Участва в Кавказката война в състава на 79- ти Курински егерски полк. След края на войната се връща в лейбгвардейския Волински полк (1841-1855).
Командир на 39-и Томски пехотен полк (1857). Повишен е във военно звание генерал-майор от 1863 г. Помощник на командира на 9-а пехотна дивизия; окръжен генерал на 1-ви корпус на вътрешната стража, помощник на началника на местните войски на Санктпетербургския военен окръг (1864). Командир на 33-та пехотна дивизия (1869). Повишен е във военно звание генерал-лейтенант с назначение за командир на 12-а пехотна дивизия (1871).
Участва в Руско-турската война (1877-1878). Дивизията на генерал-лейтенант Александър Фиркс е включена в състава на Русчушкия отряд с командир престолонаследника Александър Александрович. Проявява се в битката при Мечка – Тръстеник, която е от съществено значение за изхода от войната. Награден е с Орден „Свети Владимир“ II ст. и Орден „Свети Георги“ IV ст.
След войната е командир на 11-и армейски корпус, временно командващ войските на Киевския военен окръг (1879, 1883). Награден е с висшия военен Орден „Свети Александър Невски“ (1883). Повишен е във военно звание генерал от пехотата от 1885 г.